# Kathleen Smet
Kathleen Smet (* 19. Januar 1970 in Beveren) ist eine ehemalige belgische Triathletin. Sie ist zweifache Triathlon-Europameisterin auf der Kurzdistanz (2000, 2002), Olympiastarterin (2000, 2004) und Weltmeisterin auf der Langdistanz (2005).

## Werdegang
Kathleen Smet begann 1991 mit Triathlon und nach einigen nationalen Erfolgen war sie von 1996 an im internationalen Renngeschehen anzutreffen. 1998 wurde sie in Kiel Studenten-Weltmeisterin Triathlon. Smet startete 2000 bei den Olympischen Sommerspielen.
In den Folgejahren holte sie sich im Triathlon noch mehrfache Titel bei Europa- (2000, 2002) und Weltmeisterschaften (2005) auf der Kurz- und Langdistanz. 2004 ging sie in Athen erneut bei den Olympischen Spielen an den Start und belegte den vierten Rang.
Kathleen Smet beendete 2005 ihre Profi-Karriere. Sie lebt mit ihrem Mann  in Lommel.

## Auszeichnungen
- Kathleen Smet wurde für ihre Leistungen 2005 mit dem „Vlaams Sportjuweel“ ausgezeichnet.[1]

## Sportliche Erfolge
| Datum/Jahr    | Rang | Wettbewerb                                    | Austragungsort | Zeit        | Bemerkung |
| ------------- | ---- | --------------------------------------------- | -------------- | ----------- | --- |
| 25. Aug. 2004 | 4    | Olympische Sommerspiele 2004                  | Athen          | 02:05:35,89 | |
| 2004          | 1    | ITU Triathlon European Cup                    | Echternach     | 01:58:10    | |
| 2004          | 1    | ITU Triathlon African Cup                     | Bloemfontein   | 02:03:08    | |
| 2003          | 3    | ETU Triathlon European Championships          | Karlsbad       | 02:10:35    | |
| 2002          | 1    | ETU Triathlon European Championships          | Győr           | 01:59:05    | Kathleen Smet wurde nach 2000 bereits zum zweiten Mal Europameisterin auf der olympischen Distanz.               |
| 2. Sep. 2001  | 1    | ETU Triathlon European Cup                    | Gérardmer      | 04:14:31    | Siegerin über 2 km Schwimmen, 80 km Radfahren und 20 km Laufen vor Kate Allen sowie der Französin Sophie Delemer |
| 23. Juni 2001 | 2    | ETU Triathlon European Championships          | Karlsbad       | 02:20:07    | zweiter Rang – nur fünf Sekunden hinter der Britin Michelle Dillon                                               |
| 8. Juli 2000  | 1    | ETU Triathlon European Championships          | Stein          | 02:06:49    | Europameisterin auf der olympischen Distanz (1,5 km Schwimmen, 40 km Radfahren und 10 km Laufen)                 |
| 16. Sep. 2000 | 16   | Olympische Sommerspiele 2000                  | Sydney         | 02:04:05,98 | |
| 1999          | 5    | ETU Triathlon European Championships          | Funchal        | 02:03:03    | |
| 16. Aug. 1998 | 1    | FISU World University Triathlon Championships | Kiel           | 02:02:28    | Studenten-Weltmeisterin                                                                                          |
| 4. Juli 1998  | 11   | ETU Triathlon European Championships          | Velden         | 02:06:40    | |
| 10. Aug. 1997 | 15   | ITU Triathlon Worldcup                        | Tiszaújváros   | 02:03:21    | |
| 1995          | 26   | ETU Triathlon European Championships          | Stockholm      | 02:09:10    | |

| Datum/Jahr    | Rang | Wettbewerb                                      | Austragungsort | Zeit     | Bemerkung |
| ------------- | ---- | ----------------------------------------------- | -------------- | -------- | --- |
| 15. Okt. 2005 | 14   | Ironman Hawaii                                  | Hawaii         | 09:45:27 | |
| 6. Aug. 2005  | 1    | ITU Long Distance Triathlon World Championships | Fredericia     | 06:19:05 | Triathlon-Weltmeisterin auf der Langdistanz mit über acht Minuten Vorsprung auf die Zweitplatzierte Mirinda Carfrae |
| 20. März 2005 | 2    | Ironman South Africa                            | Port Elizabeth |          | zweiter Rang hinter der Schweizerin Natascha Badmann                                                                |
| 22. Sep. 2002 | 2    | ITU Long Distance Triathlon World Championships | Nizza          | 07:11:55 | Die WM auf der Langdistanz wurde 2002 im Rahmen des Triathlon International de Nice ausgetragen.                    |
| 6. Jan. 2001  | –    | Ironman Hawaii                                  | Hawaii         | DNF      | |
| 2001          | 2    | Ironman South Africa                            | Port Elizabeth |          | zweiter Rang hinter der Deutschen Nina Kraft                                                                        |
| 26. Sep. 1999 | 2    | Triathlon International de Nice                 | Nizza          | 06:57:21 | |

(DNF – Did Not Finish)